# Walentyna Semenjuk

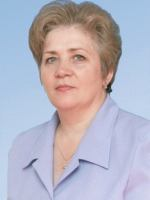
Walentyna Semenjuk, 2006

Walentyna Petriwna Semenjuk (ukrainisch Валентина Петрівна Семенюк; * 4. Juni 1957 in Saritschtschja; † 27. August 2014 in Tschajky) war eine ukrainische Ökonomin und Politikerin.

## Biografie
Im Jahr 1982 schloss Semenjuk ihr Studium der Wirtschaftswissenschaft an der Staatlichen Agrarökologischen Universität in Schytomyr ab. Danach arbeitete sie als Chefökonomin einer Planungskommission für den Rajon Ruschyn. Von 1991 bis 1994 arbeitete sie als stellvertretende Leiterin der sozio-ökonomischen Abteilung der Bezirksverwaltung von Ruschyn. Bei der Parlamentswahl in der Ukraine 1994 wurde Semenjuk als KPU-Mitglied zur Abgeordneten in die Werchowna Rada gewählt, wo sie zur Sekretärin des parlamentarischen Ausschusses für Landwirtschaft und soziale Entwicklung ernannt wurde. Bei der Parlamentswahl 1998 wurde sie als SPU-Mitglied erneut in die Rada gewählt.
1999 schloss sie ihr Studium der Rechtswissenschaft an der Staatlichen Juristischen Universität in Charkiw ab. Bei der Parlamentswahl 2002 wurde sie erneut zur Abgeordneten gewählt. Im April 2005 wurde Semenjuk zur Leiterin des ukrainischen Staatseigentumsfonds ernannt. Auch bei der Parlamentswahl 2006 wurde sie in die Rada gewählt.
Im April 2008 wurde Semenjuk von der damaligen Ministerpräsidentin Julija Tymoschenko von ihrem Amt als Leiterin des Staatseigentumsfonds suspendiert. Präsident Wiktor Juschtschenko hatte diesen Regierungsbeschluss zweimal ausgesetzt. Vorangegangen war dabei eine Kontroverse, bei der Semenjuk der Regierung vorgeworfen hatte, sich den Staatseigentumsfonds mit illegalen Mitteln aneignen zu wollen. Am 26. Dezember 2008 wurde Semenjuk durch einen Beschluss der Werchowna Rada offiziell von ihrem Amt als Leiterin des Staatseigentumsfonds entlassen.
Am 27. August 2014 wurde Semenjuk in ihrem Haus in Tschajky (Gemeinde Petropawliwska Borschtschahiwka) mit einer Schusswunde im Kopf tot aufgefunden. In den Tagen vor ihrem Tod hat sie ihrer Familie erzählt, sie habe mehrere Morddrohungen per Telefon erhalten. Bezüglich der Todesursache hat die Polizei weder Mord noch Selbstmord ausgeschlossen.

## Privates
Semenjuk war mit dem aus Kiew stammenden Geschäftsmann Witali Samsonenko verheiratet und hatte zwei Töchter.